# Purwo Asri
Purwo Asri is een bestuurslaag in het regentschap Ogan Komering Ilir van de provincie Zuid-Sumatra, Indonesië. Purwo Asri telt 2023 inwoners (volkstelling 2010).